# Josef Friedhuber
Josef Friedhuber (* 26. Februar 1948 in Ansfelden) ist ein in Ansfelden lebender Pädagoge, Bergsteiger, Fotograf und Gestalter von Fernseh-Dokumentationen.
Seine Reisen führen ihn nach Südamerika, Asien, Afrika. Er veröffentlichte zahlreiche Publikationen unter anderem in Magazinen wie GEO und Terra. 2001 erlangte Josef Friedhuber den Titel Staatsmeister für künstlerische Fotografie in der Sparte Dia und kann auf zahlreiche preisgekrönte Bilder bei nationalen und internationalen Fotowettbewerben verweisen. Für die österreichischen Sendereihen „Land der Berge“ und „Universum“ produzierte er (alleine und gemeinsam) zahlreiche Fernsehdokumentationen.
„Sepp“ Friedhuber war von 1974 bis 2003 Lehrer am Bundesrealgymnasium Linz Fadingerstraße, sowie Lehrbeauftragter an der Bundes-Sportakademie Linz (Bundesanstalt für Leibeserziehung) von 1981 bis 2001 und Lehrbeauftragter an der Pädagogischen Hochschule des Bundes von 1992 bis 2007. Seit 2004 ist er wissenschaftlicher Lektor und Expeditionsleiter hauptsächlich mit den Themen Ökologie und Klima und erreichte mit dem russischen Atomeisbrecher „Yamal“ den Nordpol.
1981 gelang ihm die Erstbesteigung des Mount Meru mit 6750 Metern Höhe im Garhwal Himalaya.

## Auszeichnungen
- "Goldene Kamera" beim Internationalen Filmfestival in Graz für beste Naturdokumentation (2000)
- Staatsmeister für künstlerische Fotografie in der Sparte Dia (2001)
- Goldene Romy 2001 für außergewöhnliche Filmdokumentation (2001)

## Publikationen
- M. Merckel-Braun, J. Friedhuber: Ich werfe meine Freude in den Himmel. Adeva, Graz 2003.
- E. Stadlmeier, J. Friedhuber: Im Anfang war. Adeva, Graz 2004.
- J. Friedhuber, G. Guni: Berge Afrikas. Adeva, Graz 2006.
- J. Friedhuber: Uramazonas – Fluss aus der Sahara. Adeva, Graz 2006.